# LUNKHEAD
LUNKHEAD（ランクヘッド）は、日本のロックバンド。

## メンバー
小高芳太朗（おだか よしたろう、1980年4月15日生まれ・A型）ボーカル&ギター担当。身長174cm。
LUNKHEADのほとんどの楽曲の作詞作曲を担当している。愛媛県新居浜市出身、早稲田大学理工学部卒。ナンバーガールを敬愛しており、現在メイン・サブ共に使用しているフェンダー・ジャズマスターは同バンドのギタリスト、田渕ひさ子が使用していたことに因んでいる。スタジオが隣だった際、田渕にジャズマスターのヘッド裏にサインを入れてもらったことがある。またTHEE MICHELLE GUN ELEPHANTの影響から、ザ・ジャム等のイギリスのパンク・ロックも聴くようになったとブログで語っている。高校・大学と、推薦で入学を果たしたため、入学試験を受けたことが無い。高校時代は弓道部、大学時代は写真部であった。敬愛する漫画家は日本橋ヨヲコであり、彼等の楽曲「ヘヴンズドア」は彼女の作品『G戦場ヘヴンズドア』からインスパイアを受けている。2012年10月3日にソロ・アルバム『眠る前』をリリース。基本的にライブは弾き語りスタイルであったが、バンド編成の際はベースをD.W.ニコルズの千葉真奈美、ドラムを元LUNKHEADメンバーの石川が演奏した。2018年8月8日に2枚目のソロアルバム「それでも」をリリース。直後に開催されるソロツアーにて「それでも」をアンプラグドにアレンジしたアルバム「あこでも」を会場限定で発売。
山下壮（やました そう、1980年12月5日生まれ・A型）ギター担当。
通称は壮さん。愛媛県新居浜市出身、青山学院大学文学部（英米文学科）卒業。高校時代に一年間アメリカに留学していた。ガンズ・アンド・ローゼズ、ヴァン・ヘイレンなどのHR/HMを愛好しており、その影響は「鼻歌とサイドアウェイ」など、各曲のギターソロ等で垣間見ることが出来る。メインにギブソン・レスポールを愛用しているが、高校時代はフェンダー・ストラトキャスター派で、「プリズム」と「体温」のMVでもストラトを使用しているのが確認できる。これまでLUNKHEADとしての自らの楽曲は制作してこなかったが、『[vivo]』収録の「誰も知らない」で初の作詞・作曲を手がけた。CDの特典映像でナース服姿を披露したことがある。
合田悟（ごうだ さとる、1980年7月24日生まれ・B型）ベース担当。
通称G田、GDA、井戸田（容姿がスピードワゴンの井戸田潤に酷似していることから）、さっくん、汗。愛媛県四国中央市出身、高校卒業後、一年間和歌山大学に在籍後、法政大学経済学部に転入・卒業。メインにはSUGIのベースを使用。夏が好きで、本人曰く夏は自分の季節らしい。メンバーも認める派手好きで、ライブでもゴールドのスニーカーやシルバーのベルトを着用したり、奇抜な髪色にしたりする。
櫻井雄一 （さくらい ゆういち、1973年11月22日生まれ・B型）ドラム担当。
群馬県高崎市出身。元ART-SCHOOL。2009年4月以降の石川が参加できないライブやイベントでサポートドラマーとして参加、石川脱退後は固定ドラマー。初参加アルバム『[vivo]』にはサポートメンバーとして表記されているが、以後の作品ではサポート表記は無くなりメンバーとして表記。ただし動画配信やインタビューなどには参加しない事も多い。MERVEROUSのサポートドラマーとしても活動中。通称「おっさん」。ART-SCHOOL在籍頃から親交があった。奏法は左利きのオープンハンドであり、左足のハイハットをセンターにスネア、フロアタムを両サイドにセッティングしている。

### 元メンバー
石川龍（いしかわ りょう、1980年9月28日生まれ・A型）ドラム担当。
通称龍さん。愛媛県四国中央市出身、明治大学法学部卒業。以前、空手を学んでいた為か、非常にがっちりした身体を持っている。元々は弁護士を目指していた。2009年2月1日、自身の夢（就職）のために同年4月からLUNKHEADの活動のすべてには係われなくなることをオフィシャルページにて発表。その後2010年4月1日に4月8日を最後に脱退することをオフィシャルページにて発表。現在、クラブイベントSLOW NIGHTのオーガナイズ、ザ・チャレンジ、The New Animals、社長&シャインズのドラマーとして活動中。

## 概要
「LUNKHEAD」とは俗語で「馬鹿者」「痴れ者」を意味する。ギターの山下は、気色悪いコード感を昇華させた独特のスケール感が、このバンドのキモだと語っている。
初期の作品では「生」や「孤独」という張り詰めたテーマを、衝動的に剥き出しのままで描く歌詞であったが、3枚目のアルバムからは「青春」や「愛」を真っ直ぐに奏でたポップなものまで楽曲の世界観にはかなり幅がある。またドラマーである石川も作詞と作曲を手がけており、（「不安と夢」「虹」「鼻歌とサイドアウェイ」において作詞、「ペルソナ」において作曲、「羽根」「トライデント」「WORLD IS MINE」においては作詞作曲）小高とは一味違った空気を持つ。小高曰く、ポップなものもハードなものも両方やりたいと言うように、楽曲の世界観にはかなりバラつきがある。
デビューミニアルバム「影と煙草と僕と青」のタイトルはボーカルの小高が敬愛する詩人中原中也の詩「冬の夜」の中の「影と煙草と僕と犬」という一節にインスパイアされている。
いわゆる下北沢系出身のアーティストであり、他バンドとの交流は広い。つばきやUNDER THE COUNTERと比較されることも少なくないが、彼らとは共にツアーやライブをしたり音楽番組に出演したりと交流は深い。
ART-SCHOOLのメンバーとも親交があり、「Tour'07“Flora”Live&Document」のDVDにてLUNKHEADのメンバーが見られる。また現在は、脱退した石川の代わりに、元ART-SCHOOLの桜井がサポートとして参加している。
他には、SUGIZOとも交流があり、彼からアンプを借りたこともあるという。SUGIZO自身もLUNKHEADのライブに足を運んだことがあるという。
L'Arc〜en〜Cielのkenは「白い声」を気に入っていたらしく、SONS OF ALL PUSSYS主催のロックフェスにLUNKHEADを呼んでいる。
櫻井以外のメンバー全員（石川がドラムだった頃は四人全員）が愛媛県出身であり、地方色を押し出した活動も多い。
「帰り途」を全編伊予弁訛りで「僕らは生きる」も同様にMC部分を伊予弁で歌う、「金木犀」では「別子の山」「燧灘」、「僕らの背中と太陽と」では「新居浜市民文化センター」、「消えたプレヤード」では「国領川」といった地元の地名を歌詞に盛り込む、新居浜市民文化センターでフリーライブを敢行、その模様を映像化してDVDをにいはま価格（2180円）でリリースする、自らが主催するライヴ・イベントを「みかん祭」と命名しポンジュースと提携したTシャツをはじめとしたグッズを展開するなどして、上京した後もその活動の随所で愛媛への思いを体現している。
先述のつばき（ボーカルの一色徳保が松山市出身）とも「愛媛繋がり」としても切磋琢磨したと、過去に行われた「史上最超のみかん祭」の最終日の2マンの相手に抜擢するなど、愛媛感を演出している。
2019年6月7日、公式LINE BLOGにて小高が「LUNKHEAD結成20年。何もおめでたくはない。」「2か月を切ってもツアーファイナルのチケットが半分も売れていない。」などと悲痛な投稿をし、ファンや業界関係者をざわつかせた。このツアーの動員次第で今後の活動や事務所存続の行方までも変わるかもしれないという危機的状況に、サブスクリプション解禁やライブ中の撮影許可など新たな試みを行った。
一部ファンによるチケットのまとめ買い騒動もあったが（最終的には全て売れた）、結果、無事にツアーファイナルの恵比寿LIQUIDROOMのチケットは完売し、次のツアーへと活動は続いていくこととなった。

## 来歴
- 1999年
  - それぞれバンド活動を行っていた4人が、高校の卒業記念ライブにて一度限り「LUNKHEAD」として結成。その後、小高と石川が上京。
- 2000年
  - 山下と合田が上京し、東京にて改めて「ランクヘッド」結成。ライブハウスのオーディションに落ちながらも、下北沢のライブハウスを中心に精力的なライブ活動を始める。
- 2003年
  - 5月21日 - 1stミニアルバム『影と煙草と僕と青』でデビュー。タワーレコード渋谷店では3週にわたりTOP20以内を記録。
  - 10月15日 ‐ 自主制作盤1stマキシシングル『千川通りは夕風だった』を全国タワーレコード及びハイラインレコーズで販売。限定販売にもかかわらず、オリコンチャート9位、全国タワーレコードチャート2位、ハイラインレコーズ/2位、タワーレコード・オンラインサイトチャート2位、スペースシャワーTV「ハイラインカウントダウン」2位を記録。
- 2004年
  - 1月21日 - シングル「白い声」でメジャー・デビューを果たす。
  - 2月12日 - 「白い声」レコ発ライブ「しれもの魂」
  - 3月19日 - 全国ツアー「SHIREMONO-ROLLING TOUR 2004」（10ヶ所10公演）
  - 5月22日 - 全国ツアー「SHIREMONO-JUMPING TOUR 2004」（7ヶ所7公演）
  - 7月15日 - 東名阪ワンマンツアー「しれもの魂で候〜東名阪ワンマンライブ〜」を実施。17日まで全3ヶ所。
  - 11月13日 - 全国ワンマンライブツアー「SHIREMONO-DANCING TOUR 2004〜ひとりごと〜」を実施。12月4日まで全9ヶ所。
  - 12月31日 - 幕張メッセ国際展示場にて「COUNTDOWN JAPAN04/05」に出演。
- 2005年
  - 3月11日 - 全国イベントツアー「VINTAGE LEAGUE 009」（全6ヶ所）
  - 5月22日 - 「RUSH BALL★7」に出演。
  - 6月24日 - 全国ワンマンツアー「月とすっぴん」（全10ヶ所）
  - 7月13日 - 母校である新居浜西高校の学園祭に呼ばれ、体育館で凱旋ライブを行う。
  - 8月5日 - 国営ひたち海浜公園にて「ROCK IN JAPAN FESTIVAL2005」に出演。
  - 8月26日 - 「RUSH BALL★P」に出演。
  - 11月2日 - セカイイチとの全国ツアー《セカイランクツアー 〜ぼくらの27日間演奏〜》を開始。全国15ヶ所で15公演を行う。
  - 12月31日 - 「COUNTDOWN JAPAN 05/06」に出演。
- 2006年
  - 4月2日 - 東名阪ワンマンツアー「カナリア ダイヤモンド」を開始。4月9日まで全3ヶ所を実施。
  - 4月22日 - 全国ツアー「ヘルシー☆ヘルシー☆腹ヘルシー」を開始。6月18日まで全17ヶ所で実施。
  - 7月14日 - 東名阪ツアー「みかん祭2006〜夏ノ宵〜」を開始。17日まで全3ヶ所。ART-SCHOOL、セカイイチ、THE BACK HORNを各地でゲストとして迎える。
  - 7月19日 - シングル「夏の匂い」を発売。ランクヘッドにとって初のタイアップ作品（カルビーポテトチップス「夏ポテト」CMソング）。
  - 8月5日 - 「ROCK IN JAPAN FESTIVAL 2006」に出演。
  - 8月25日 - 「RUSH BALL★P」に出演。
  - 8月27日 - 「RUSH BALL 2006」に出演。
  - 8月28日 - つばきとの合同企画「みかん祭×楓ナイト『楓祭』」を開催。
  - 9月16日 - 全国ワンマンツアー「変をしている」を開始。10月22日まで全10ヶ所で実施。
  - 11月5日 - ワンマンライブ「変をしてきた」を新居浜ジャンドールにて実施。
  - 12月30日 - 「COUNTDOWN JAPAN 06/07」に出演。
- 2007年
  - 3月1日 - 新居浜市民文化センター・中ホールにて無料ライブ「もっと!マーモット!!〜マモリアル〜」を実施。
  - 5月2日 - 「もっと!もっと!マーモット!!〜nマモリケーション〜」「SRD×LUNKHEAD Presents CIRCUS」
  - 6月3日 - 「もっと!もっと!もっと!マーモット!!〜ファイマモ〜」
  - 8月25日 - 国営讃岐まんのう公園内芝生広場にて「MONSTER baSH 2007」に出演。
  - 9月2日 - 泉大津フェニックスにて「RUSH BALL 07」にオープニングアクトとして出演。
  - 9月10日 - 下北沢CLUB Queにて「CLUB Que 13th Anniversary 〜club Quee and king 13th joker〜 LUNKHEAD ONEBAND SHOW!!」
  - 9月15日 - 全国ワンマンツアー「ジェットストリームアタックチャ〜ンス」を開始。12月9日まで全28か所にて実施する。
  - 12月31日 - 「COUNTDOWN JAPAN 07/08」に出演。MOON STAGEのカウントダウンを行う。
- 2008年
  - 3月16日 - 新木場STUDIO COASTで「史上空前のみかん祭ワンマン×SLOW NIGHT」を開催。
  - 3月28日 - 新居浜市民文化センター・中ホールで「史上空前のみかん祭ワンマン×文セン」を開催。
  - 4月5日 - 全国ワンマンツアー「エントラン(＾3＾)-☆chu!!!!」を開始。5月31日まで全17ヶ所にて実施。
  - 6月21日 - 藍坊主「aobozu TOUR 2008 〜森と共に去りぬ〜」に出演。
  - 7月18日 - 東名阪ワンマンツアー「ヒレをとりもどせ!!〜YOUはSHARK〜」を開始。21日まで全3ヶ所にて実施。
  - 8月1日 - 「ROCK IN JAPAN FESTIVAL 2008」に出演。
  - 9月20日 - 全国対バンツアー「尾ビレ vs. 背ビレ」を開始。10月18日まで全10公演。
  - 10月31日・11月20日 - 藍坊主「藍空音楽祭」に出演。
  - 11月3日 - 「Shimokita round up」に出演。
  - 12月3日 - 下北沢GARAGEにて「史上最超のみかん祭」を開催。7日まで5日間連続で行われる。
- 2009年
  - 2月1日 - ドラムの石川が、4月以降は活動のすべてには参加できないということをオフィシャルページにて発表。
  - 2月1日 - 全国ワンマンツアー「蟻蟻蟻蟻蟻蟻蟻蟻蟻蟻〜10年はでけいど〜」を開始。3月15日まで全13公演。
  - 2月2日 - 「DIENOJI ROCK FESTIVAL DAY」に出演。
  - 3月20日 - 前年と同じく新木場STUDIO COASTで「空前絶後のみかん祭ワンマン×SLOW NIGHT」を開催。
  - 7月10日 - 全国ワンマンツアー「出没!アトムチック天国」を開始。8月28日まで全20公演を実施。一部公演にサポートDr.桜井雄一(ex.ART SCHOOL)が参加。
  - 10月27日 - a flood of circle「What's Going On Tour '09」に出演。
  - 11月14日 - 「Shimokita round up 2」に出演。
  - 11月28日 - ワンマンライブ「THE VERY BEST OF LUNKHEAD」を渋谷公会堂にて開催。
- 2010年
  - 1月26日 - 全国ツアー「ボックストリートボーイズ」を開始。3月28日まで全16公演。
  - 4月1日 - ドラムの石川が4月8日を最後に脱退することをオフィシャルページにて発表。
  - 4月8日 - ワンマンライブ「W0RLD IS MINE」を下北沢GARAGEにて開催。
  - 8月14日 - 「ライジング・サン・ロックフェスティバル 2010 in EZO」に出演。
  - 9月17日 - サポートDr.に桜井雄一(ex.ART SCHOOL)を迎え、全国ワンマンツアー「そりゃ、ないわっツアー」を開始。10月11日まで全9公演。
  - 12月23日 - 「No Regret Life presents "wonderful toknight! vol.7 〜 year end special"」に出演。
- 2011年
  - 1月12日 ‐ 新体制後初となるシングル『シンドローム』をリリース。
  - 3月20日 - 「MUSIC CUBE 11」に出演。
  - 3月27日 - 新木場STUDIO COASTにて「起志快晴のみかん祭」を開催。
  - 5月7日 - 全国ツアー「ビーヴォップハイスクール」を開始。7月10日まで全23公演。
  - 7月12日 - 「音霊 OTODAMA SEA STUDIO 2011 「MUSIC ISLAND」」に出演。
- 2012年
  - 1月6日 - 東名阪ワンマンツアー「REACT」を開始。1月9日まで全3公演。
  - 4月15日 - 全国ツアー「青に染まる白」を開始。5月12日まで全10公演。
  - 6月5日 - グッドモーニングアメリカ「3rd mini album「輝く方へ」〜レコ発〜」に出演。
  - 7月14日 - 「MURO FESTIVAL 2012」に出演。この日を境に一年間ライブ活動の休止が決まっていた。その間、各自ソロ活動や他バンドのサポートを行う。
- 2013年
  - 3月31日 - 「ボビーフェスティバル 〜VERY BEST OF CHOCKYU〜」に出演。
  - 6月9日 - 「LUNKHEAD ONE MAN LIVE 2013「影と煙草と僕とAX」」で約1年ぶりとなるワンマンライブを開催。
  - 6月15日 - 「グッドモーニングアメリカ企画フェス 「あっ、良いライブここにあります。2013」」に出演。
  - 7月14日 - 「MURO FESTIVAL 2013」に出演。
  - 8月9日 ‐ 自主企画「灼熱の夏みかん祭」×「真夜中の冷凍みかん祭」を新宿LOFTにて開催。
  - 9月22日 - セカイイチ主催イベント『光風動春』に出演。
  - 10月2日 - 「NACK5 25th Anniversary 〜MIDNIGHT ROCK CITY Special Live〜」に出演。
  - 10月13日 - 「LUNKHEADツアー2013「メメントモリ」」を開催。
  - 12月17日 - 「Shibuya O-Crest 10周年 Special Week!!〜国士無双〜」に出演。
- 2014年
  - 1月20日 - 「10th ANNIVERSARY〜road to 一世一代のみかん祭〜 vol.1 「デビュー10周年前夜 地図完全再現ライブ」」を開催。
  - 2月9日 - 「10th ANNIVERSARY〜road to 一世一代のみかん祭〜 vol.2 「月と手のフィバ」」を開催。
  - 2月11日 - 「真空パック VOL.7 〜M(水戸・むらた)編とS(渋谷・さとし)編〜」に出演。
  - 2月15日 - 「CROSS OVER 2014 〜CLUB CHANGE WAVE 移転3周年イベント〜」に出演。
  - 2月23日 - 「DISK GARAGE MUSIC MONSTERS -2014 winter-」に出演。
  - 2月25日 - 「JANUS presents「ROCK'N LIFE 2.25」」に出演。
  - 3月14日 - 「10th ANNIVERSARY〜road to 一世一代のみかん祭〜 vol.3「愛媛だョ!全員集合!」」を開催。
  - 3月16日 - 「HAPPY JACK 2014」に出演。
  - 3月19日 - 「もぎたて5周年記念road to一世一代のみかん祭〜もぎたて!みかん畑編〜」を開催。
  - 3月29日・30日 - GOING UNDER GROUND TOUR 2014 「ひとりぼっちになる日のために」に出演。
  - 4月5日 - 「Yuya Tsuji Presents ETERNAL ROCK CITY.2014」に出演。
  - 4月13日 - 「10th ANNIVERSARY〜road to 一世一代のみかん祭〜 vol.4 × GARAGE 20th ANNIVERSARY 「ただいまGARAGE おかえりLUNKHEAD」」を開催。
  - 5月5日 - 「10th ANNIVERSARY〜road to 一世一代のみかん祭〜vol.5 VSシリーズ「真空ホロウとどえりゃ〜てんむす祭」」を開催。
  - 5月6日 - 「10th ANNIVERSARY〜road to 一世一代のみかん祭〜vol.6 VSシリーズ「真空ホロウとたこ焼き祭やねん」」を開催。
  - 6月8日 - 「百万石音楽祭〜ミリオンロックフェスティバル〜 2014」に出演。
  - 6月9日 - LEGO BIG MORL×LUNKHEAD×Hello Sleepwalkers「京都MOJOスペシャル3マン」に出演。
  - 6月19日 - 「10th ANNIVERSARY〜road to 一世一代のみかん祭〜vol.7 VSシリーズ「nano.RIPEと仙台っこラーメン食べたい」」を開催。
  - 6月21日 - 「10th ANNIVERSARY〜road to 一世一代のみかん祭〜vol.8 VSシリーズ「nano.RIPEとなまらざんぎ祭」」を開催。
  - 6月26日 - Lyu:Lyu「GLORIA QUALIA」リリース全国ツアー」に出演。
  - 7月13日 - 「10th ANNIVERSARY〜road to 一世一代のみかん祭〜vol.9 VSシリーズファイナル「この夏、最高の贈り物…〜SMELLS LIKE SUMMER〜」」に出演。
  - 7月27日 - 「MURO FESTIVAL 2014」に出演。
  - 8月2日 - 「ROCK IN JAPAN FESTIVAL 2014」に出演。
  - 8月7日 - 「KOBE Goodies Collection」に出演。
  - 8月22日 - 真空ホロウ「真空パックvol.8〜W(with/対バン)編とO編〜」に出演。
  - 8月24日 - 「DISK GARAGE MUSIC MONSTERS -2014 summer-」に出演。
  - 8月30日 - 「OKUAIZU ROCK FESTIVAL 2014」に出演。
  - 9月7日 - 「MONSTER BOX Vol.02」に出演。
  - 9月27日 - 「LUNKHEAD TOUR2014『road to 一世一代のみかん祭全国ツアー 10NK YOU ALL LUNKHEADS!!!!!!!!!!』」を開催。
  - 12月20日 - 「GARAGE 20th Anniversary〜Hermann H.&The Pacemakers×LUNKHEAD〜」に出演。
- 2015年
  - 1月18日 ‐ 「一世一代のみかん祭」＠新木場STUDIO COAST開催。
  - 4月1日 ‐ 徳間ジャパンより10thアルバム『家』リリース。
  - 5月7日 - 「LUNKHEAD TOUR 2015 君の街でYeah! 〜日比谷野外大音楽堂のチケットを売りに行くツアー〜」敢行。
  - 9月22日 - 「LUNKHEAD TOUR 2015 FINAL 野音でYeah!!!!〜日比谷野外大音楽堂〜」敢行。初の日比谷野外音楽堂ワンマン出演。
  - 11月22日 - 27日 - 「東名阪アコースティックワンマンツアー〜Very Best of Acoustics〜」を開催。
  - 12月5日 - 「山下壮生誕35周年記念ワンマン 年末大感謝祭!!!!」(昼)「もぎたて!みかん畑presents 山下壮生誕35周年記念 プレミアム大忘年会2015」(夜)を開催。
- 2016年
  - 4月16日 - 「小高芳太朗生誕36周年記念祭 春の祭典スペシャル 女性限定ワンマン〜フローラルミントの香り編〜」(昼)「小高芳太朗生誕36周年記念祭 春の祭典スペシャル 男性限定ワンマン〜男子更衣室の匂い編〜」(夜)を開催。
  - 6月12日 - 18日 - 「LUNKHEAD ONEMAN TOUR 〜決戦前夜〜」を開催。（全3カ所）
  - 10月1日～12月9日 ‐ ワンマンツアー2016「アリアル」を開催。全15ヶ所16公演。
- 2017年
  - 4月15日 ‐ 「小高芳太朗生誕37周年記念祭 春の祭典スペシャル 女性限定ワンマン～お風呂上がりのシャンプーの匂い編～」「小高芳太朗生誕37周年記念祭 春の祭典スペシャル 男性限定ワンマン～部活終わりの靴下の臭い編～」を北沢GARAGEにて開催。
  - 5月13日~6月18日 ‐ LUNKHEAD TOUR 2017「REACT2」。(全8カ所)
  - 7月9日 ‐ 「音呼知新のみかん祭」shibuya TSUTAYA O-EASTにて開催。
  - 9月22日 ‐ 名古屋APOLLO BASE Shout it Out presents 2MAN LIVE TOUR『虎の威を借り、狩られる狐～名古屋編～』 w/Shout it Out に出演。
  - 9月29日 ‐ LAMP IN TERREN TOUR『FOR TRUTH』w/LAMP IN TERREN（福岡BEAT STATION）に出演。
  - 9月30日 ‐ LAMP IN TERREN TOUR『FOR TRUTH』w/LAMP IN TERREN（広島Cave-Be）に出演。
  - 10月6日 ‐ 『新横浜の乱』w/ Yeti、Develop One’s Faculties、ユビキタス、winnie （新横浜NEW SIDE BEACH!!）に出演。
  - 10月7日 ‐ 『TREASURISE RECORDS Presents RIZE UP CIRCUIT 2017』（名古屋SPADE BOX/ APOLLO BASE / Heartland）に出演。
  - 10月29日 ‐ 下北沢GARAGE presents 『TOKOROZAWA MEETING』 w/Yap!!!、鶴、O.A:オワリズム弁慶 and more（所沢航空記念公園野外ステージ）出演。
  - 11月11日 ‐ LUNKHEAD TOUR 2017-2018「燃えよ!対BURN!!!ツアー」がスタート（全13箇所・全て対バン）
    - それでも世界が続くなら /Ao / cinema staff / The Cheserasera / a flood of circle / LEGO BIG MORL / クアイフ / Halo at 四畳半 / ircle / Hello Sleepwalkers
- 2018年
  - 2月10日 ‐ LUNKHEAD TOUR 2017-2018「燃えよ!対BURN!!!ツアー」ファイナルを赤坂BLITZにて開催。
  - 4月1日 ‐ 「HEART MUSIC LIVE」w/関取花（あかがねミュージアム）あかがね座 にアコースティック出演。
  - 4月14日 ‐ 「小高芳太朗生誕38周年記念祭 春の祭典スペシャル 女性限定ワンマン～洗いたてのブラウスの匂い編～」「小高芳太朗生誕38周年記念祭 春の祭典スペシャル 男性限定ワンマン～試合後のユニフォームの臭い編～」を下北沢GARAGEにて開催。
  - 5月27日 ‐ 「road to 20th Anniversary"1999-2008"」をTSUTAYA O-Crestにて開催。
  - 6月30日 ‐ 「road to 20th Anniversary"2009-2018"」をTSUTAYA O-Crestにて開催。
  - 8月15日 ‐ 「「それでも」それは小高芳太朗2枚目のソロアルバム。ちゃんと出たらリリースツアー出せなかったらただのツアー」を名古屋ell.SIZEからスタート（全9箇所）。
  - 9月29日 ‐ LUNKHEAD ONEMAN TOUR 2018「road to 20th Anniversary」がスタート（全11箇所）
  - 10月28日 ‐ 盛岡ClubChange ATOMIC GODZILLA 2nd mini album「服従アドヒアランス」Release tour final Special 2man live 『服従アドヒアランス 〜a small rebellion〜』に出演。
  - 11月10・11日 ‐ GAINA MATSUYAMA 2018に出演。
  - 11月25日 ‐ 浜松窓枠「ラジオを聞いてライブに行ってCD買おう!」に出演。
  - 12月21日 ‐ Lana presents『或る生活のサイクルと足跡の証明』ｗ/Lana and more @吉祥寺 PlanetK に出演。
- 2019年
  - 1月12日 ‐ 「「それでも」それは小高芳太朗2枚目のソロアルバム。ちゃんと出たらリリースツアー出せなかったらただのツアー」ファイナル ＠北沢タウンホール 開催。
  - 1月21日 ‐ 20周年開幕第一弾!!～初ワンマン再現ライブ「おんがくしあわせ」～ を北沢CLUB Queにて開催。
  - 2月17日 ‐ 20周年開幕第二弾!!〜真冬のアコースティックワンマン〜 をSHIBUYA 7th FLOORにて開催。
  - 3月24日 ‐ 20周年開幕第三弾!!〜「plusequal」全曲披露!熱狂の360度フロアライブ!〜を下北沢GARAGEにて開催。
  - 3月29日 ‐ 鳴ル銅鑼「6th Anniversary 3days」w/東京カランコロン / 鳴ル銅鑼（岐阜 柳ヶ瀬ants ）に出演。
  - 4月13日 ‐ 20周年開幕第四弾!!小高芳太朗生誕39周年記念祭 女性限定ワンマン～恋とオシャレとパンケーキ編～・男性限定ワンマン～汗と涙とニンニクアブラ編～を下北沢GARAGEにて開催。
  - 4月17日 ‐ 20周年開幕第五弾!!12th ALBUM「plusequal」発売。
  - 5月4日 ‐ 「HEART MUSIC LIVE～メモフェス～」w/トライシグナル（あかがねミュージアム ）あかがね座 に出演。同日、ラジオ「LUNKHEADの週刊少年ランク！」公開生放送。
  - 5月6日 ‐ 「VIVA LA ROCK 2019」（さいたまスーパーアリーナ）に出演。
  - 5月12日 ‐ 20周年開幕第六弾!!LUNKHEAD ONEMAN TOUR 2019「plusequal」×「猪突猛進のみかん祭」（新宿LOFT）を皮切りにツアースタート。（全9ヵ所）
  - 7月19日 ‐ ツアーファイナルを恵比寿LIQUIDROOMにて開催。当初このツアーファイナルのチケットがなかなか売れず、小高が苦心して書いたブログがファンや業界関係者の間で話題となった。（概要参照）
  - 7月28日 ‐ 「もぎたて!みかん畑10th Anniversary SPECIAL LIVE〜THANK YOU LUNKHEADS&もぎたて!みかん畑〜」をShibuya eggmanにて開催。
  - 8月23日 ‐ MINAMIS Presents『CHABASHIRA FIGHT CLUB vol.13』w/MINAMIS （渋谷La.mama）に出演。
  - 8月31日 ‐ くさのねフェス2019 に出演。
  - 9月1日 ‐ 「ALL TIME SUPER BEST発売記念 SUPER MINI LIVE」を下北沢GARAGEにて開催。
  - 9月28日 ‐ 「鳴ル銅鑼"和モノノ化ケモノ"ツアー 大阪編」（心斎橋JANUS）にゲスト出演。
  - 10月12日 ‐ 20th Anniversary final stage「ALL TIME SUPER TOUR」。Shibuya TSUTAYA O-Crest を皮切りにツアースタート。（全20ヵ所）
  - 11月10日 ‐ YOYOGI Seesaw Festival 2019 に小高ソロ出演。
  - 11月16日 ‐ 渡會将士 ONIWARA TOUR にゲスト出演。
  - 11月20日 ‐ 三上隼企画〜リスタート Vol.1〜 に小高ソロ出演。
- 2020年
  - 10月31日 ‐ オンラインライブ「LUNKHEAD無限観客配信ワンマンツアー 仙台編～デビュー前から猛プッシュしてくれた街で懐かしの曲祭!?～」
  - 11月7日 ‐ オンラインライブ「LUNKHEAD無限観客配信ワンマンツアー 福岡編～ロックの街博多でLUNKHEAD屈指のロック曲攻めDAY!!～」
  - 11月14日 ‐ オンラインライブ「LUNKHEAD無限観客配信ワンマンツアー 新居浜編～わが故郷新居浜恒例!地元ゆかりのあの哀愁レア曲大集合!!～」
  - 11月28日 ‐ オンラインライブ「LUNKHEAD無限観客配信ワンマンツアー 大阪編～生以上の密着視線!スーパーアングルフロアライブ!!～」
  - 12月6日 ‐ オンラインライブ「LUNKHEAD無限観客配信ワンマンツアー 名古屋編～2020年ファイナル!無事に全員40代!目指せ40曲!!～」
- 2021年
  - 1月23日 ‐ 以心前進～東京編DAY1～をshibuya eggmanにて開催。
  - 1月24日 ‐ 以心前進～東京編DAY2～をshibuya eggmanにて開催。
  - 1月31日 ‐ 以心前進～京都アコースティック～（昼夜二部制）を紫明会館にて開催。
  - 2月27日 ‐ 以心前進～東京編DAY3～をshibuya eggmanにて開催。
  - 3月26日 ‐ 「LIVE FORWARD」-shibuya eggman 40th. anniversary-×以心前進～DAY4 東京編～をshibuya eggmanにて開催。
  - 5月23日 ‐ 以心前進東名阪シリーズ～DAY5 東京編～をshibuya eggmanにて開催。
  - 5月29日 ‐ 以心前進東名阪シリーズ～DAY6 名古屋編～をell. FITSALLにて開催。
  - 6月20日 ‐ 以心前進東名阪シリーズ～DAY7 東京編～ をshibuya eggmanにて開催。
  - 6月27日 ‐ 以心前進東名阪シリーズ～DAY8 大阪編～を南堀江Knaveにて開催。
  - 6月29日 ‐ 以心前進のフォーエバーサマーみかん祭をshibuya eggmanにて開催。
  - 7月24日 ‐ 合田悟生誕41周年記念祭～五輪のGは合田のG!夏のGDABASS祭!～ をshibuya eggmanにて開催。
  - 8月29日 ‐ 以心前進のエンドレスサマーみかん祭 をshibuya eggmanにて開催。
  - 9月11日〜11月6日 ‐ 以心前進全国ツアー（7公演）
- 2022年
  - 9月10日〜11月13日 ‐ LUNKHEADワンマンTOUR 2022「リノセント」
  - 11月26日 ‐ 二十周年のみかん祭 w/a flood of circle, 鶴
  - 11月27日 ‐ 二十周年のみかん祭ワンマン

## ディスコグラフィー

### シングル
|      | 発売日                               | タイトル                   | 規格品番                                  | オリコン | 備考 |
| ---- | ------------------------------------ | -------------------------- | ----------------------------------------- | -------- | --- |
| 1st  | 2003年10月15日 2005年5月11日（再発） | 千川通りは夕風だった       | CHKY-0001（廃盤） bounce-1003（再発盤）   | 128位    | 再発盤はリマスタリングされ、表題曲のミュージック・ビデオを収録したCD EXTRA仕様。 |
| 2nd  | 2004年1月21日                        | 白い声                     | VICL-35604                                | 50位     | |
| 3rd  | 2004年5月19日                        | プリズム                   | VICL-35651                                | 64位     | |
| 4th  | 2004年11月10日                       | ひとりごと                 | VIZL-124（初回盤） VICL-35720（通常盤）   | 76位     | 初回限定盤にはMVフルバージョンを収録したDVDが付属。 |
| 5th  | 2005年3月24日                        | 体温                       | VICL-35776                                | 84位     | |
| 6th  | 2006年2月22日                        | カナリア ボックス          | VICL-35973（初回盤） VICL-35974（通常盤） | 79位     | 初回限定盤にはマル秘映像収録（CD EXTRA）。MVとアルバム『LUNKHEAD』のCMに次長課長が出演。 |
| 7th  | 2006年4月19日                        | すべて                     | VICL-36047（初回盤） VICL-36048（通常盤） | 67位     | 初回限定盤にはマル秘映像パートII収録（CD EXTRA）。 |
| 8th  | 2006年7月19日                        | 夏の匂い                   | VICL-62760                                | 45位     | マル秘映像パート4+ライブ映像収録。MVに多部未華子出演。 カルビー「夏ポテト」CMソング。 |
| 9th  | 2007年1月24日                        | 桜日和                     | VICL-36183                                | 67位     | 初回限定盤にはマル秘映像パートVI収録（CD EXTRA）。日本テレビ系「音楽戦士 MUSIC FIGHTER」POWER PLAY。TBSラジオ深夜の推薦曲。                                                                   |
| 10th | 2007年5月2日                         | きらりいろ                 | VICL-36232                                | 71位     | 初回限定盤にはマル秘映像パートVII収録（CD EXTRA）。 |
| 11th | 2008年4月2日                         | 素晴らしい世界             | VICL-36399                                | 49位     | |
| 12th | 2011年1月12日                        | シンドローム               | CHKY-0013                                 | -        | タワーレコード限定シングル。 メンバー直筆のくじとVo.小高が書いたコード譜を封入。 くじの当選者にはアルバム『[vivo]』がプレゼントされるキャンペーンが行われた。石川龍の脱退後初となるシングル。 |
| 13th | 2012年1月4日                         | 果てしなく白に近づきたい青 | CHKY-0015                                 | -        | タワーレコード限定シングル。 メンバー直筆のおみくじ付き年賀状とVo.小高が書いたコード譜を封入。 大当たり1名には、イラストの原画をプレゼントされるキャンペーンが行われた。                      |
| 14th | 2013年4月24日                        | いきているから             | CHKY-0018                                 | -        | タワーレコード&一部店舗限定シングル。 メンバー直筆のくじとVo.小高が書いたコード譜を封入。 |
| 15th | 2014年8月13日                        | スターマイン               | CHKY-0021                                 |          | タワーレコード&一部店舗限定シングル |
| 16th | 2014年9月27日                        | シンフォニア               | CHKY-0022                                 |          | ライブ会場&OFFICIAL STORE限定シングル |
| 17th | 2016年5月11日                        | 決戦前夜                   | TKCA-74356                                | 55位     | テレビアニメうしおととら第3クールのエンディングテーマ |

### 配信限定シングル
| 発売日        | タイトル         | 収録アルバム | 備考                                    |
| ------------- | ---------------- | ------------ | --------------------------------------- |
| 2011年9月28日 | 十六夜の月の道   | 青に染まる白 | 着うた 着うたフル RBT PC iTMSにて販売。 |
| 2018年4月14日 | 心音             | plusequal    | 3ヵ月連続配信リリース第1弾。            |
| 2018年5月14日 | アウトマイヘッド | plusequal    | 3ヵ月連続配信リリース第2弾。            |
| 2018年6月14日 | はじまれ         | plusequal    | 3ヵ月連続配信リリース第3弾。            |
| 2018年8月17日 | 小さな反逆       | plusequal    | 9月29日に限定CDとしても発売。           |
| 2022年2月7日  | ナハトムジーク   | リノセント   |                                         |
| 2022年3月22日 | アス             | 未収録       | 2020年3月21日発売の限定CDから単独配信。 |

### フル・アルバム
|      | 発売日        | タイトル                                         | 規格品番                                     | オリコン | 備考 |
| ---- | ------------- | ------------------------------------------------ | -------------------------------------------- | -------- | --- |
| 1st  | 2004年6月23日 | 地図                                             | VICL-61417                                   | 44位     | 初回限定盤には「白い声」ライブバージョン収録8センチシングルが付属。 |
| 2nd  | 2005年5月11日 | 月と手のひら                                     | VICL-61628                                   | 44位     | |
| 3rd  | 2006年6月21日 | LUNKHEAD                                         | VICL-61962（初回盤） VICL-61963（通常盤）    | 48位     | 初回限定盤にはマル秘映像パート3と「カナリア ボックス」PV収録（CD-EXTRA）。 |
| 4th  | 2007年6月27日 | FORCE                                            | VICL-62418                                   | 56位     | マル秘映像パート9収録（CD-EXTRA）。 |
| 5th  | 2008年4月16日 | 孵化                                             | VICL-62799                                   | 59位     | |
| 6th  | 2009年7月8日  | AT0M                                             | VICL-63351                                   | 47位     | アルバム名の読みは「エーティーゼロエム」。 発売200日以上前という異例の早さで発売が発表された。 アルバム発売200日前には「それでも血の色は鉄の味がした」が、 150日前には「Birthday」が先行配信されている。 |
| -    | 2010年7月7日  | LIVE FILES 20091128〜THE VERY BEST OF LUNKHEAD〜 | VIZB-11                                      | -        | ライブアルバム。初回生産限定盤（CD＋DVD） 新曲「何も怖くなどなかった」ダウンロードパス付 CD15曲・DVD16曲収録。                                                                                           |
| 7th  | 2011年2月9日  | [vivo]                                           | VICB-60071                                   | 39位     | |
| 8th  | 2012年2月15日 | 青に染まる白                                     | VICB-60084                                   | 41位     | |
| 9th  | 2013年9月18日 | メメントモリ                                     | CHKY-0019                                    | 43位     | |
| 10th | 2015年4月1日  | 家                                               | TKCA-74217                                   | 45位     | 「うちにかえろう」日本テレビ系列『カミングアウトバラエティ!! 秘密のケンミンSHOW』の新エンディングテーマ                                                                                                  |
| 11th | 2016年9月7日  | アリアル                                         | CHKY-0027（初回限定盤） CHKY-0027B（通常盤） | 41位     | |
| 12th | 2019年4月17日 | plusequal                                        | CHKY-0034                                    | 78位     | 「朱夏」テレビ東京「ゴッドタン」4月度エンディング |
| 13th | 2022年7月30日 | リノセント                                       | LKHD-0001                                    | 限定     | 配信限定。全10曲収録。 要望に応えて9月10日からツアー会場、11日から公式サイト限定でCDでも販売。 |

### ミニ・アルバム
|     | 発売日         | タイトル         | 規格品番   | オリコン | 備考                       |
| --- | -------------- | ---------------- | ---------- | -------- | -------------------------- |
| 1st | 2003年5月21日  | 影と煙草と僕と青 | BWCP-10020 | -        |                            |
| 2nd | 2005年10月26日 | プルケリマ       | VICL-61756 | 86位     |                            |
| 3rd | 2010年1月20日  | V0X e.p.         | VICB-60051 | 63位     | 石川脱退前最後のアルバム。 |

### ベスト・アルバム
|     | 発売日        | タイトル                                 | 規格品番                               | オリコン | 備考                                                                           |
| --- | ------------- | ---------------------------------------- | -------------------------------------- | -------- | ------------------------------------------------------------------------------ |
| 1st | 2008年3月5日  | ENTRANCE 〜BEST OF LUNKHEAD age18-27〜   | VICL-62760                             | 76位     | ファン投票での選曲も行われた。                                                 |
| 2nd | 2013年1月23日 | ENTRANCE2 〜BEST OF LUNKHEAD 2008-2012〜 | VIZB-37（初回盤） VICB-60100（通常盤） | 91位     | 初回限定盤はDVD「VIDEO CLIPS Vol.2」付属。                                     |
| 3rd | 2019年9月4日  | ALL TIME SUPER BEST                      | CHKY-0035                              | －       | オフィシャルストア、Amazon、ライブ会場のみの販売。それぞれ異なる特典CDが付属。 |

### 会場/公式通販限定盤CD
| 発売日         | タイトル                                           | 品番規格       | 備考 |
| -------------- | -------------------------------------------------- | -------------- | --- |
| 2005年6月24日  | play at the CROSSROAD 1[1999-2000]                 | CHKY-0002      | TOUR2005「月とすっぴん」より販売。「精進」に入っている3曲を再レコーディング。※絶版 収録曲：鯖喰砂漠/ラヂオ/スワロウテイル                                |
| 2006年9月16日  | play at the CROSSROAD 2[2000-2001]                 | CHKY-0003      | TOUR2006「変をしている」より販売。「精進」の残りの3曲を再レコーディング。 収録曲：覚醒☆再☆リダイヤル/ホットコーヒー/飛行機雲                             |
| 2008年12月3日  | それでも血の色は鉄の味がした                       | CHKY-0006      | 2008「史上最超のみかん祭」より販売。Vo.小高芳太朗が書いたコード譜を封入。 収録曲：それでも血の色は鉄の味がした/それでも血の色は鉄の味がした instrumental |
| 2009年2月1日   | Birthday                                           | CHKY-0007      | TOUR2009「蟻蟻蟻蟻蟻蟻蟻蟻蟻蟻～10年はでけいど～」より販売。Vo.小高芳太朗が書いたコード譜を封入。※絶版 収録曲：Birthday/Birthday instrumental            |
| 2009年11月28日 | ALIVE -SOUND FILES- ～20090320新木場STUDIO COAST～ | CHKY-0009/0010 | TOUR2009「THE VERY BEST OF LUNKHEAD」より販売。彼らの自主企画イベント「空前絶後のみかん祭×SLOW NIGHT」の「みかん祭」を完全収録した初のライブ・アルバム。 |
| 2011年10月7日  | セルフカバーアルバム「REACT」                      | CHKY-0014      | TOUR2011「あんぎゃすヤング 2011秋冬」より販売。全10曲。                                                                                                  |
| 2015年9月22日  | Very Best of Acoustics                             | CHKY-0024      | 2015日比谷野外大音楽堂公演より販売開始。バンド初となる公開ライブレコーディングによるアコースティックベスト。全10曲。                                     |
| 2017年5月13日  | セルフカバーアルバム「REACT2」                     | CHKY-0028      | TOUR2017「REACT2」より販売。全10曲。 |
| 2018年8月18日  | 独りごと                                           | CHKY-0032      | デビュー前の2002年にレコーディングされた幻の音源を、結成20周年に向け再リリース。全9曲。                                                                  |
| 2018年9月29日  | 小さな反逆                                         | CHKY-0033      | 表題曲の他、5月27日、6月30日にTSUTAYA O-Crestで開催されたライブの音源11曲を収録。                                                                        |
| 2020年3月21日  | アス                                               | CHKY-0040      | 結成20周年記念スペシャルシングル。Amazon、オフィシャル通販限定で販売。表題曲のデモ音源、ライブ音源、弾き語り音源を含めた5バージョン収録。                |

### DVD
| 発売日         | タイトル                                                       | 品番規格  | 備考 |
| -------------- | -------------------------------------------------------------- | --------- | --- |
| 2006年11月22日 | 1st DVD「VIDEO CLIPS」                                         | VIBL-355  | 「千川通りは夕風だった」〜「夏の匂い」までのMV全網羅。マル秘映像パート5として「光の街」（2006年9月17日 名古屋ELL）と新曲のレコーディング風景を収録。 |
| 2007年5月30日  | 2nd DVD「LIVE FILES 20070301 〜新居浜市民文化センター〜」      | VIBL-389  | 2007年3月1日新居浜スペシャルFREEライブをDVD化。「桜日和」「夏の匂い」「カナリア ボックス」を含む10曲ほか特典映像としてマル秘映像パート8収録。2180（にいはま）価格として2,180円で販売。 |
| 2007年9月15日  | LIVE DVD「LIVE FILES 20070603〜SHIBUYA-AX〜」                  | CHKY-0004 | 2007年6月3日にSHIBUYA-AXにて行われたライブ「もっと!もっと!マーモット!!〜ファイマモ〜」を完全収録。「ジェットストリームアタックチャ〜ンス!!」ツアーより会場限定販売。※絶版 |
| 2008年9月3日   | LIVE DVD「LIVE FILES 20080316～新木場STUDIO COAST～」          | CHKY-0005 | 彼らの自主企画イベント「史上空前のみかん祭ワンマン×SLOW NIGHT」の「みかん祭ワンマン」をDVD化。初回限定盤は絶版（TOUR 2008「ヒレをとりもどせ!!～YOUはSHARK～」のみで販売）。 |
| 2009年3月20日  | LIVE DVD「LIVE FILES 20081207〜下北沢GARAGE〜」                | CHKY-0008 | 2008年12月7日の「史上最超のみかん祭」最終日に行われたワンマンライブにて演奏された楽曲を完全収録。「空前絶後のみかん祭ワンマン×SLOW NIGHT」よりライブ会場限定販売。 |
| 2009年11月28日 | LIVE DOCUMENT DVD「LIVE FILES 20090320～新木場STUDIO COAST～」 | CHKY-0011 | 2009年3月20日に行われた彼らの自主企画イベント「空前絶後のみかん祭×SLOW NIGHT」の「みかん祭」から12曲収録。他LUNKHEAD初のドキュメント映像を収録。 |
| 2012年8月8日   | LIVE DVD「LIVE FILES 20120512 〜青に染まる白〜」               | CHKY-0016 | 完全限定生産。LUNKHEADツアー2012「青に染まる白」ファイナル2012.5.12LIQUIDROOMでのライブ全編（アンコールを含む24曲）と、ツアー10ヵ所全会場のオフショット映像を加えた約160分を収録。 |
| 2013年4月16日  | LIVE DVD「LIVE FILES20130609 影と煙草と僕とAX」                | CHKY-0020 | 完全限定枚数リリース。約1年間のライブ活動を休止後、リスタートの意味も込めて行った2013年6月9日 SHIBUYA-AX ワンマンライブの模様が全曲ノーカット版で収録。特典映像に「桜井雄一の怖い話」と当日のオフショット「20130609@SHIBUYA-AX舞台裏映像」も同時収録。 |
| 2016年3月19日  | LIVE DVD「LIVE FILES 20150922〜日比谷野外大音楽堂〜」          | CHKY-0026 | LUNKHEAD初の日比谷野外大音楽堂公演が待望の映像化。全20曲。2016年3月19日「千客万来のみかん祭」よりライブ会場限定販売。 |
| 不明           | LUNKHEAD DOCUMENTARY DVD 「解説!!～LUNKHEAD大辞典～」          | CHKY-0023 | 2014年4月13日下北沢GARAGEにて行われたデビュー10周年記念ワンマンを初め、高校時代の衝撃映像や記念すべき第一回目のみかん祭、デビュー当時の貴重な映像など、今まで世に出ることのなかった数々のマル秘映像とともにメンバーが15年の歴史を語り尽くすドキュメンタリーDVD。山下壮が初監督を務めた「シンフォニア」のMVを同時収録。2015年1月15日 新木場STUDIO COASTより解禁。 |
| 2017年11月11日 | VIDEO CLIPS vol.3                                              | CHKY-0029 | 会場限定販売。2017年4月15日に行われた「小高芳太朗生誕37周年記念祭 春の祭典スペシャル 男子限定ワンマン〜部活終わりの靴下の臭い編〜＠下北沢GARAGE」のダイジェスト映像と、TOUR2017「REACT2」スペシャルドキュメント映像を同時収録。 |

### 参加作品
1. E.V.JunkieII -GUITAROCKING-（2004年6月30日）
10. 白い声
2. ALL APOLOGIES（2006年5月10日）
10.ALL APOLOGIES
3. SAKURA SONGS（2006年3月31日）
4. 桜子
4. Radiohead Tribute -Master's Collection-（2006年11月22日）
8. Creep

### その他
1. LIVE FILES 20070301 〜新居浜市民文化センター〜（2007年8月1日） 配信
  - 同名DVD収録曲10曲の音源にボーナスとしてカントリーロードのカバーを追加収録。
2. 泥日（2010年9月17日） CD
  - 「そりゃ、ないわっツアー」にて配布された、非売品アルバム先行CD。

## ミュージック・ビデオ
| 監督                   | 曲名 |
| ---------------------- | --- |
| 浅野隆                 | 「閃光」 「いきているから」                                                                                     |
| 浅野隆・落合正夫       | 「シンドローム」 「果てしなく白に近づきたい青」                                                                 |
| 池田剛                 | 「カナリアボックス」 「プルケリマ」 「体温」                                                                    |
| 今井俊彦               | 「すべて」 「すべて (LIVE Ver.)」 「ペルソナ (Live at STUDIO COAST)」 「素晴らしい世界 (Live at STUDIO COAST)」 |
| 小川櫻時               | 「スモールワールド」                                                                                            |
| 木村輝一郎             | 「WORLD IS MINE」                                                                                               |
| 久米乙司（クメイツジ） | 「体温 (041204＠LIQUIDROOM ebisu Ver.)」 「白い声 (LIVE Ver.)」                                                 |
| 下山天                 | 「きらりいろ」 「夏の匂い」(出演:多部未華子・北条隆博)                                                          |
| 上乗直子               | 「桜日和」 |
| 末吉のぶ               | 「ひとりごと」 「三月」                                                                                         |
| 二十里真也             | 「プリズム」 「千川通りは夕風だった」 「白い声」                                                                |
| 増山準哉               | 「素晴らしい世界」                                                                                              |
| 森藤海                 | 「東京にて」 |
| 不明                   | 「スターマイン」                                                                                                |

## タイアップ一覧
| 使用年 | 曲名                 | タイアップ                                                                                  |
| ------ | -------------------- | ------------------------------------------------------------------------------------------- |
| 2006年 | 夏の匂い             | カルビー「夏ポテト」CMソング                                                                |
| 2007年 | きらりいろ           | NTTドコモ四国CMソング                                                                       |
| 2009年 | スモールワールド     | ABCマート「スーパーサマーセール」CMソング                                                   |
| 2010年 | シューゲイザー       | 防衛省「自衛隊員募集告知」CMソング                                                          |
| 2015年 | うちにかえろう       | 読売テレビ・日本テレビ系『カミングアウトバラエティ!! 秘密のケンミンSHOW』エンディングテーマ |
| 2016年 | 決戦前夜             | テレビアニメ『うしおととら』第3クールエンディングテーマ                                     |
| 2016年 | 優しくしたい人がいる | テレビ東京系『ゴッドタン』10月期エンディングテーマ                                          |
| 2019年 | 朱夏                 | テレビ東京系『ゴッドタン』4月度エンディングテーマ                                           |

## 関連人物
- 大隅知宇
- 松岡象一郎

### インタビュー
- Excite music - ウェイバックマシン（2004年10月10日アーカイブ分）（2004年）
- E.L.L. on the Web（2004年）
- LOFT PROJECT（2005年）
- CDJournal(2007年6月)
- Musicshelf - ウェイバックマシン（2009年7月10日アーカイブ分）(2009年6月)
- TOWER RECORDS ONLINE(2010年1月)
- theLIVE Music Magazine(2009年12月)
- Musicshelf - ウェイバックマシン（2012年4月10日アーカイブ分）(2012年2月)
- TOWER RECORDS ONLINE(2012年2月)
- TOWER RECORDS ONLINE(2013年1月)
- Rooftop(2013年8月)
- Skream!(2013年9月)
- HMV ONLINE(2013年9月)
- TOWER RECORDS ONLINE(2013年9月)